# Ian Cox
Pour les articles homonymes, voir Cox.
Ian Gary Cox, né le 25 mars 1971  à Croydon (Angleterre), est un footballeur trinidadien. Il a joué au poste de défenseur ou milieu de terrain avec l'équipe de Trinité et Tobago.

## Carrière

### En équipe nationale
Il a eu sa première cape en janvier 2000 contre l'équipe du Mexique. 
Cox participe à la coupe du monde 2006 avec l'équipe de Trinité et Tobago.

## Palmarès
- 16 sélections en équipe nationale entre 2000 et 2006